# Chráněná území v Česku

Velkoplošná zvláště chráněná území v Česku v roce 2025

Přírodní chráněné území v Česku definuje zákon č. 114/1992 Sb., o ochraně přírody a krajiny. V zákoně se používá pojem zvláště chráněná území. Zvláštní územní ochranou se rozumí – na rozdíl od obecné ochrany území uvedené v první a druhé části zákona – přísnější režim ochrany, vztažený na konkrétní území s přesným plošným vymezením. Podle Ústředního seznamu ochrany přírody bylo v Česku k červenci 2025 celkem 2713 zvláště chráněných území, z toho 31 velkoplošných a 2682 maloplošných.

## Kategorie chráněných území
Zvláště chráněná území jsou v Česku vyhlašována v následujících kategoriích:
| Zkratka | Název                      | Počet (k 13. 7. 2025) | Typ         | Rozloha v km² |
| ------- | -------------------------- | --------------------- | ----------- | ------------- |
| NP      | národní park               | 4                     | velkoplošné | 1 190,19      |
| CHKO    | chráněná krajinná oblast   | 27                    | velkoplošné | 11 507,17     |
| NPR     | národní přírodní rezervace | 109                   | maloplošné  | 308,32        |
| NPP     | národní přírodní památka   | 126                   | maloplošné  | 114,09        |
| PR      | přírodní rezervace         | 824                   | maloplošné  | 443,31        |
| PP      | přírodní památka           | 1623                  | maloplošné  | 352,42        |

Maloplošná chráněná území se vyhlašují právním předpisem (vyhláška, nařízení, atp.), který vydává příslušný orgán ochrany přírody. V České republice je několik takových subjektů. Jejich předpisy stejně jako příslušné orgány ochrany přírody a krajiny, které je mají ve správě a péči, jsou vedené v digitálním registru Ústředního seznamu ochrany přírody.

## Velkoplošná chráněná území

### Národní park
Národní park je celosvětově užívaná kategorie, v níž jsou vyhlašována mezinárodně nebo celostátně významná a jedinečná území s dochovanými přírodními nebo málo ovlivněnými ekosystémy. Jsou zřizovány zákonem. Na území Česka existují v roce 2025 čtyři velkoplošná chráněná území vyhlášená jako národní parky. Ministerstvo životního prostředí v roce 2009 oznámilo, že připravuje vyhlášení Národního parku Křivoklátsko.
| Národní park                 | Datum vyhlášení | Rozloha v km² | Kategorie IUCN       |
| ---------------------------- | --------------- | ------------- | -------------------- |
| Národní park České Švýcarsko | 1. ledna 2000   | 79            | II (národní park)    |
| Krkonošský národní park      | 10. června 1963 | 364           | V (chráněná krajina) |
| Národní park Podyjí          | 10. května 1991 | 63            | II (národní park)    |
| Národní park Šumava          | 10. května 1991 | 685           | II (národní park)    |

### Chráněná krajinná oblast

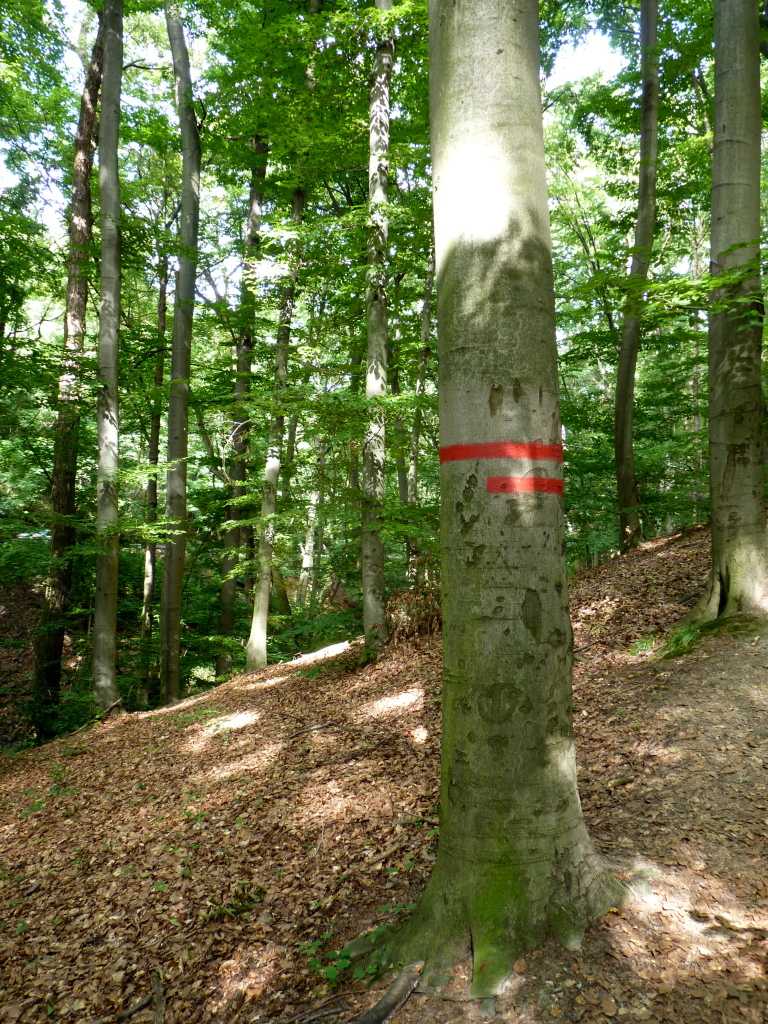
Vyznačení hranice chráněného území v terénu: na vnější straně jsou dva červené pruhy, na vnitřní jeden

Chráněná krajinná oblast (CHKO) je kategorie ochrany přírodního území s menším stupněm ochrany než národní park. Je určená k ochraně rozlehlejších území nebo celých geografických oblastí s harmonicky utvářenou krajinou, charakteristickým reliéfem a převahou přirozených, resp. polopřirozených ekosystémů. Chráněné krajinné oblasti v Česku se vyhlašují nařízením vlády. Na území Česka existuje v roce 2025 celkem 27 velkoplošných chráněných území vyhlášených jako chráněné krajinné oblasti. Připravováno je vyhlášení CHKO Krušné hory. V rámci kategorizace IUCN jsou všechny CHKO řazeny do kategorie V (chráněná krajina).
V roce 1991 zanikla CHKO Podyjí, vyhlášená roku 1979, kterou nahradil stejnojmenný národní park.
| Chráněná krajinná oblast      | Datum vyhlášení    | Rozloha v km² |
| ----------------------------- | ------------------ | ------------- |
| CHKO Beskydy                  | 30. března 1973    | 1 205         |
| CHKO Bílé Karpaty             | 18. února 1981     | 747           |
| CHKO Blaník                   | 1. ledna 1982      | 40            |
| CHKO Blanský les              | 1. ledna 1990      | 220           |
| CHKO Brdy                     | 1. ledna 2016      | 345           |
| CHKO Broumovsko               | 1. května 1991     | 432           |
| CHKO České středohoří         | 12. dubna 1976     | 1 069         |
| CHKO Český kras               | 19. září 1972      | 132           |
| CHKO Český les                | 1. srpna 2005      | 466           |
| CHKO Český ráj                | 1. března 1955     | 182           |
| CHKO Jeseníky                 | 25. července 1969  | 744           |
| CHKO Jizerské hory            | 1. ledna 1968      | 374           |
| CHKO Kokořínsko – Máchův kraj | 12. dubna 1976     | 410           |
| CHKO Křivoklátsko             | 23. ledna 1979     | 625           |
| CHKO Labské pískovce          | 19. září 1972      | 243           |
| CHKO Litovelské Pomoraví      | 15. listopadu 1990 | 93            |
| CHKO Lužické hory             | 12. dubna 1976     | 271           |
| CHKO Moravský kras            | 28. srpna 1956     | 91            |
| CHKO Orlické hory             | 12. března 1970    | 233           |
| CHKO Pálava                   | 3. května 1976     | 85            |
| CHKO Poodří                   | 1. května 1991     | 82            |
| CHKO Slavkovský les           | 21. června 1974    | 611           |
| CHKO Soutok                   | 1. července 2025   | 125           |
| CHKO Šumava                   | 27. prosince 1963  | 995           |
| CHKO Třeboňsko                | 14. března 1980    | 687           |
| CHKO Žďárské vrchy            | 30. července 1970  | 709           |
| CHKO Železné hory             | 1. května 1991     | 285           |

## Maloplošná chráněná území

### Národní přírodní rezervace
Národní přírodní rezervace poskytuje ochranu jedinečným přírodním ekosystémům nebo jejich souborům, vázaným na přirozený reliéf a typickou geologickou stavbu, v mezinárodním nebo národním měřítku ojedinělým svou strukturou, zachovalostí a přítomností význačných přírodních fenoménů.
Hospodářské využívání je vyloučeno s výjimkou činností, kterými udržuje nebo podporuje stabilita jednotlivých ekosystémů. Dále je v nich vyloučena těžba veškerých surovin, jakákoliv výstavba, chovy zvěře, pořádání hromadných sportovních či společenských akcí a všechny další aktivity a zásahy, mající za následek změnu dochovaných přírodních složek – vegetačního krytu, fauny, vodního režimu, půdy nebo jejího chemizmu.
Národní přírodní rezervace zřizuje vyhláškou Ministerstvo životního prostředí. V současné době je v této kategorii vyhlášeno 109 území, z nejznámějších a nejcennějších je to např. Černé a Čertovo jezero, Boubínský prales, Praděd, Králický Sněžník, Čertoryje, Vývěry Punkvy nebo Mohelenská hadcová step.

### Národní přírodní památka
Národní přírodní památka je zpravidla území menší rozlohy s cílem zachování určitých specifických přírodních objektů vysoké (národní až nadnárodní) hodnoty. Jejich ochrana spočívá v zákazu takových činností, které by předmětný objekt mohly poškodit nebo zničit.
Národní přírodní památky vyhlašuje vyhláškou Ministerstvo životního prostředí. Jako NPP je vyhlášeno celkem 124 území, známé jsou kupř. Kozákov, Zlatý kůň nebo Babiččino údolí. Nejnověji byla v této kategorii vyhlášena ochrana významné geologické lokality Bublák a niva Plesné.

### Přírodní rezervace
Přírodní rezervace je určena k ochraně ekosystémů význačných pro určitý region či geografickou oblast. Má stanoveny obdobné základní ochranné podmínky jako národní přírodní rezervace a vyhlašuje ji nařízením místně příslušný krajský úřad. Přírodních rezervací je v současné době 810.

### Přírodní památka
Přírodní památka je obdobou národní přírodní památky, avšak pouze s regionálním významem. Podobně jako u přírodních rezervací zřizuje její ochranu nařízením místně příslušný krajský úřad. Tato kategorie je co do počtu nejobsáhlejší – je v ní chráněno 1556 území a objektů.